# Darab
Darab, antiguamente Darabgerd (28°44′56″N 54°33′5″E / 28.74889, 54.55139) (Localmente داراب) es un distrito de la provincia de Fars, al suroeste de Irán. Contiene quinientos pueblos y su clima es muy caluroso. La nieve, muy raramente, puede verse en invierno.
Su producción se centra en las frutas, los cereales, el algodón y el tabaco. Las áreas más bajas son utilizadas como refugio de la tribu Baharlu. También se aprovechan las minas de sal, explotadas desde hace mucho tiempo.

## Darab capital
La ciudad de Darab es la cabeza del distrito. Está situada en una fértil llanura, cerca de 200 kilómetros al sureste de Shiraz. En el año 2000 contaba con una población de 60.718 habitantes. Las tierras de cultivo de dedican a los árboles frutales, especialmente narajos, limoneros y palmeras datileras.
Las leyendas atribuyen su fundación a Darío I, que le dio el nombre de Darab-gerd (Fuerte de Darío). En su vecindad hay recuerdos de la Antigüedad, de los cuales el más importante es Kalah i Dal-a (Ciudadela de Darío), una serie de trabajos sobre una roca circular aislada. Nada explica, sin embargo, la fecha o la historia de la fortificación. Otro monumento cercano es un relieve gigante cavado en la pared vertical de una roca, que representa la victoria del sasánida Sapor I de Persia sobre el emperador romano Valeriano en el año 260.
Además de la capital destaca en el distrito la población de Tizab.